# NGC 52
Az NGC 52 egy spirálgalaxis az Pegasus (Pegazus) csillagképben.

## Felfedezése
Az NGC 52 galaxist William Herschel fedezte fel 1784. szeptember 18-án.

## Tudományos adatok
A galaxis 5392 km/s sebességgel távolodik tőlünk.